# Plateias

Plateias (FO 1943: Platéias) (em grego antigo Πλάταια, transl. Plataia; em grego moderno: Πλαταιαί, transl. Platëé) é uma antiga cidade da Grécia, localizada no Sueste da Beócia, a Sul da principal cidade da região, Tebas.
A cidade teve um papel decisivo nas Guerras Médicas, tendo sido a única cidade que combateu junto a Atenas na planície de Maratona, em 490 a.C.. Enviou um contingente às Termópilas, alguns quilómetros para Noroeste, em 480 a.C., e no ano seguinte, foi defronte das suas muralhas que a aliança das cidades-Estado derrotou os persas e obrigou à sua retirada para a Ásia Menor, na batalha de Plateias.
Aliada de Atenas, mas situada entre dois acérrimos inimigos daquela (Corinto e Tebas), suportou heroicamente um cerco de dois anos (429 a.C. - 427 a.C.) durante a Guerra do Peloponeso, acabando por ser capturada pelas forças tebanas e espartanas em 427 a.C., tendo os seus homens sido executados e as mulheres e crianças escravizadas; a cidade foi somente reconstruída em 386 a.C.. Foi porém de novo destruída por Tebas em 373 a.C., e a partir de então não jogou de novo um papel importante na história da Hélade.